# Alois Podhajsky
Plukovník Alois Podhajsky (24. února 1898 Mostar - 23. května 1973 Vídeň) byl ředitel Španělské jezdecké školy ve Vídni, také olympijský medailista v drezuře, jezdecký instruktor a spisovatel.

## Působnost
Podhajsky byl ředitelem školy po celou dobu 2. světové války a tím také zůstal až do svého odchodu na odpočinek roku 1965. I po odchodu na odpočinek pokračoval ve vyučování klasického jezdeckého stylu a napsal množství knih na toto téma. Podhajsky zemřel na mozkovou mrtvici roku 1973 ve Vídni.

## Přemístění stájí za druhé světové války
Během 2. světové války, kdy se obával o bezpečnost školy a koní z důvodu náletů na Vídeň, Podhajsky evakuoval většinu stájí z města do Sv. Martina v Horních Rakousích. Množství klisen z Piberského chovu, chovná farma, která dodávala koně škole, byly rovněž evakuovány.
Podhajsky upozornil generála George S. Pattona na další chov lipicánů. Mnoho lipicánských klisen a několik hřebců bylo vyčleněno Němci z rakouského chovu v Piberu a posláno do Hostouně do nacistické dostihové stáje v tehdejším Protektorátu Čechy a Morava. Když Hostouň spadala již pod sovětskou bojovou linii, zajatí němečtí důstojníci, pod výslechem vedeným americkým kapitánem Ferdinandem Sperlem, poskytli detaily ohledně umístění lipicánů a požádali Američany, aby zachránili koně dříve, než padnou do rukou Sovětů, jelikož měli obavu, že by koně byli utraceni pro koňské maso. Patton vydal rozkazy a 28. dubna 1945 plukovník Charles H. Reed se členy skupiny A, C a F ze 2. Kavalerie, provedli přepadení za sovětskou linii, přijali kapitulaci Němců v Hostouni a evakuovali koně. Poté byla před generálem George Pattonem provedena parkurová přehlídka většiny koní. Lipicáni byli převezeni do Welsu, poté do Wimsbachu v Horním Rakousku.

## Podhajského odkaz
Podhajsky je vzpomínán především v souvislosti se záchranou lipicánů, jejich zachování během války, stejně jako pro svou oddanost myšlence zdokonalování klasické drezury, a pro jeho příspěvek v oblasti Španělské jezdecké školy.
| „                 | Musíme žít pro školu. Položit za ni naše životy. Pak snad, krůček za krůčkem, se opět rozsvítí světlo z malého plemene svíčky, který se nám podařilo uchovat a velké umění — haute école — nebude ztraceno. | “ |
| — Alois Podhajsky | |   |

Po skončení války byli lipicáni navráceni do Vídně až na podzim roku 1955.